# Концетт, Урсула
Урсула Концетт (нем. Ursula Konzett, в замужестве Грегг-Концетт, род. 16 ноября 1959, Грабс, Санкт-Галлен) — горнолыжница из Лихтенштейна, обладательница бронзовой медали Олимпийских игр 1984 года. Специализировалась в технических дисциплинах, в конце 1970-х и начале 1980-х годов принадлежала к числу лучших слаломисток мира.
Впервые участвовала в этапе Кубка мира в 1977 году. Всего одержала две победы в этапах Кубка мира, обе в 1982 году и обе в слаломе. Лучшее положение в общем зачёте кубка мира — шестое (1982). В 1982 году в Шладминге стала на чемпионате мира третьей в гигантском слаломе, а в 1984 году на зимних Олимпийских играх в Сараево — третьей в слаломе, вслед за Паолеттой Магони и Перрин Пелен. Завершила спортивную карьеру после чемпионата мира 1985 года.
В 2008 году была удостоена Золотой лавровой ветви, высшей награды Лихтенштейна, присуждающейся за вклад в развитие спорта.
В настоящее время проживает в США.

## Победы на этапах Кубка мира (2)
| № | Дата           | Место проведения | Дисциплина |
| - | -------------- | ---------------- | ---------- |
| 1 | 22 января 1982 | Ленгрис          | Слалом     |
| 2 | 3 марта 1982   | Уотервиль-Вэлли  | Слалом     |